# 霍姆斯特蘭角
54°15′S 37°16′W / 54.250°S 37.267°W
霍姆斯特蘭角（英語：Holmestrand），是南極洲的海岬，位於南喬治亞群島，處於喬薩克灣西部，由英國研究隊繪入地圖，該海岬由英國海外領土管轄。